# Jean Rédélé
Jean Rédélé (Dieppe, 17 maggio 1922 – Parigi, 10 agosto 2007) è stato un imprenditore e pilota automobilistico francese, fondatore della casa automobilistica Alpine.

## Biografia
Figlio del titolare di un'officina meccanica, prese immediata confidenza con le automobili e, dopo aver conseguito il diploma in studi commerciali presso la HEC di Parigi, nel 1947 divenne concessionario della Renault.
La sua principale attività, però, fu il commercio e la trasformazione dei residuati bellici a scopi civili, con la quale riuscì a fare ottimi guadagni nel volgere di pochi anni.
Nel 1950, dopo avere accumulato un discreto capitale e maturata una buona capacità di guida, soprattutto grazie agli impegni di lavoro che lo costringevano a percorrere oltre 100.000 km annui, decise cimentarsi nelle gare automobilistiche.
Durante il secondo dopoguerra, la Renault aveva ufficialmente abbandonato le competizioni, ma ufficiosamente forniva vetture preparate per i corridori privati, ben sapendo quanto l'attività sportiva giovasse all'evoluzione dei modelli e, non ultimo, alle vendite.
Rédélé, quale concessionario, aveva buoni contatti con la casa madre e riuscì a farsi consegnare una "4CV" preparata per le competizioni, con cui disputò una fitta serie di gare, tra le quali la Mille Miglia, la 24 ore di Le Mans, il Rally di Montecarlo, il Tour de France e la Liegi-Roma-Liegi. Tra le vittorie conseguite, quella particolarmente sofferta e voluta fu al Criterium des Alpes del 1954, in onore della quale venne denominata Alpine la nuova azienda di Rédélé, fondata nello stesso anno.
L'intenzione di Rédélé era di realizzare vetture sportive resistenti e particolarmente leggere. Ben presto riuscì a rendere compatibili gli autotelai di serie Renault con carrozzerie in vetroresina che consentirono alle Alpine di conquistare la vittoria nelle principali gare nazionali di rally.
Nel 1965 la Renault acquisì una quota della Alpine, facendone di fatto il proprio reparto corse e in questo seguendo l'esempio dell'Alfa Romeo con l'Autodelta. In seguito alla partecipazione diretta della Renault, le vetture Alpine imposero una forte egemonia sui campionati rally che proseguì fino alla conquista di due campionati mondiali, nel 1971 e nel 1973.
Dal punto di vista commerciale, però, il progressivo disinteresse per gli acquirenti verso questa tipologia di vetture, iniziò a mettere in crisi l'apparato produttivo dell'Alpine già alla fine degli anni sessanta, per sfociare nello sciopero ad oltranza del 1972 che paralizzò la produzione e costrinse Rédélé a cedere il pacchetto di maggioranza alla Renault. Rimase a condurre l'azienda fino al 1978, quando si ritirò cedendo la rimanente quota di proprietà, a patto che la Renault conservasse il posto di lavoro ai dipendenti Alpine per almeno 15 anni.
Morì il 10 agosto 2007, all'età di 85 anni.